# Svetovni dan turizma
Svetovni dan turizma se praznuje 27. septembra vsako leto od leta 1980. Generalna skupščina Svetovne turistične organizacije pri Organizaciji združenih narodov je na ta dan leta 1970 sprejela svoj statut, hkrati pa datum sovpada s koncem glavne turistične sezone na severni polobli in njenim začetkom na južni. Namen praznovanja je osveščanje o vplivu turizma na mednarodno skupnost in njene socialne, kulturne, politične ter ekonomske vrednote.